# ورمگای
ورمگای (به انگلیسی: Wormegay) یک روستا و محله مدنی در بریتانیا است که در King's Lynn and West Norfolk واقع شده‌است. ورمگای ۱۲٫۱۸ کیلومتر مربع مساحت و ۳۵۹ نفر جمعیت دارد.